# Аббас, Али
Али Аббас Аль-Хилфи (араб. علي عباس مشيهد الحلفي‎, англ. Ali Abbas Al-Hilfi; род. 30 августа 1986, Багдад) — иракский футболист, защитник и полузащитник.

## Карьера

### Клубная
Али Аббас привлёк внимание общественности в ноябре 2007 года, после того как вместе с двумя другими футболистами молодёжной сборной Ирака попросил политическое убежище в Австралии после матча против местной сборной до 23-х лет в Госфорде в рамках квалификации на Олимпийские игры.
Игрок вёл переговоры с «Маркони Сталлионс», но в начале 2008 года вернулся в Ирак, подписав контракт с клубом «Аль-Кува», за который провёл 30 матчей и забил 11 мячей.
В феврале 2009 года Аббас всё же подписал контракт с австралийским клубом, который выступает в Премьер-лиге Нового Южного Уэльса. Сыграв 29 матчей и забив 8 мячей, игрок вместе с командой занял второе место в чемпионате, после чего перешёл в клуб А-лиги «Ньюкасл Юнайтед Джетс».
За три года выступлений за клуб из Ньюкасла, Аббас принял участие в 60 встречах, забив 4 мяча. 26 января 2012 года Али Аббас получил гражданство Австралии. Контракт с клубом закончился по завершении сезона 2011/12, и иракец перешёл в другой австралийский клуб «Сидней».
12 мая 2016 года Аббас заключил контракт с южнокорейским клубом «Пхохан Стилерс». Ему не удалось стать там основным игроком, и за год Али провёл лишь 10 матчей в чемпионате Южной Кореи. В начале 2017 года Аббас окончательно потерял место в составе команды Чхве Сун Хо, клуб предложил ему досрочно расторгнуть контракт, но футболист отказался уходить. Лишь в мае Аббас получил статус свободного агента.
23 августа 2017 года Аббас вернулся в А-лигу, заключив двухлетний контракт с клубом «Веллингтон Феникс». По словам футболиста, он имел много других предложений, в том числе от иракских клубов, но хотел снова играть в А-лиге. За «Веллингтон» Аббас сыграл всего восемь матчей в А-Лиге, также провёл один матч за резервную команду в чемпионате Новой Зеландии. К концу 2017 года он потерял место в основном составе, проиграв конкуренцию Томасу Дойлу, и 31 января покинул клуб.

### В сборной
Али Аббас сыграл шесть встреч за олимпийскую сборную Ирака в рамках квалификации на Олимпийские игры в Пекине.
За главную сборную игрок провёл десять матчей и выиграл Кубок Азии.

## Достижения

### Командные

#### Ирак
- Обладатель Кубка Азии: 2007

## Статистика выступлений

### В сборной
| Сборная | Год   | Матчи | Голы |
| ------- | ----- | ----- | ---- |
| Ирак    |       |       |      |
| 2007    | 6     | 0     |      |
| 2011    | 1     | 0     |      |
| 2014    | 1     | 0     |      |
| 2016    | 2     | 0     |      |
| Итого   | Итого | 10    | 0    |